# Tovarnele
Koordinati:   44°41′35″N, 14°44′07″E
Tovarnele so zaselek, manjši pristan in istoimenski zaliv na otoku Pagu (Hrvaška).
Tovarnele ležijo na ozkem severozahodnem koncu otoka Paga, ob manjšem zalivu v bližini naselja Lun, od katerega so oddaljene okoli 2,5 km. Zaselek ima v zalivu dolgem okoli 100 in širokem od 45 do 60 m tri manjše pomole z globino morja od 1,5 do 2,5 m. Pri pomolu v obliki črke L je splavna drča. Dobro sidrišče je v sredini zaliva, kjer je morje globoko do 3 m. Pred vstopom v zaliv stoji na južni strani zaliva svetilnik, ki oddaja svetlobni signal: BR Bl6s. Nazivni domet svetilnika je  od 5 do 8 milj.
Zaliv je zavarovan pred severnimi vetrovi.
V rimski dobi je na mestu današnjega zaselka stala manjša utrdba, na kar opozarjajo ostanki stavb iz tistega časa.